# Hrabstwo Miner
Hrabstwo Miner (ang. Miner County) – hrabstwo w stanie Dakota Południowa w Stanach Zjednoczonych. Obszar całkowity hrabstwa obejmuje powierzchnię 571,99 mil² (1481,45 km²). Według szacunków United States Census Bureau w roku 2009 miało 2420 mieszkańców.
Hrabstwo powstało w 1873 roku. Na jego terenie znajdują się następujące gminy (townships): Adams, Beaver, Belleview, Clearwater, Clinton, Grafton, Green Valley, Henden, Miner, Redstone, Rock Creek.

## Miejscowości
- Canova
- Carthage
- Fedora (CDP)
- Howard
- Roswell
- Vilas[4].